# Страховой пул
Страховой пул — это добровольное объединение страховщиков, не являющееся юридическим лицом, созданное на основе соглашения между ними в целях обеспечения финансовой устойчивости страховых операций на условиях солидарной ответственности его участников за исполнение обязательств по договорам страхования, заключённых от имени участников пула.

## Цели создания
Целью создания и деятельности страхового пула может быть совместная деятельность по страхованию и перестрахованию однородных объектов по унифицированным правилам и тарифам.
При создании страховых пулов страховщики преследуют следующие цели:
- обеспечение финансовой устойчивости отдельных видов страхования;
- преодоление недостаточной финансовой ёмкости;
- реализация возможности участия в крупных рисках;
- обеспечение страховых выплат клиентам по крупным рискам

## Нормативная база создания и деятельности
Создание и деятельность страховых пулов в Российской Федерации осуществляется в соответствии с Законом РФ «Об организации страхового дела в Российской Федерации».
В соответствии с этим нормативным актом разрешается создание и деятельность страховых и перестраховочных пулов. Устанавливается возможность для ведения деятельности на основании договора простого товарищества без образования юридического лица.
После подписания соглашения о создании страхового пула участники обязаны поставить в известность орган страхового надзора. 
Достаточно часто пуловые соглашения становятся предметом расследований антимонопольных органов.

## Примеры
Примеры созданных страховых пулов:
- авиационно-космический страховой пул — создан для страхования рисков в области авиации и космоса;
- Российский антитеррористический страховой пул (РАТСП) — создан в 2001 году для страхования рисков «терроризм» и «диверсия»;
- Российский ядерный страховой пул — создан для страхования рисков, связанных с эксплуатацией ядерных энергетических установок[2];
- Сочинский страховой пул — был создан для страхования строительства объектов Сочинской Олимпиады 2014 года[4]. В конце 2010 года он прекратил своё существование, так как члены пула: «СОГАЗ», «АльфаСтрахование», «Гефест», «Ингосстрах», «РЕСО-Гарантия», «Росгосстрах» и «Согласие» нарушили нормы антимонопольного законодательства в части установления или поддержания единых цен на страховые услуги, раздела страхового рынка и создания препятствий доступу на страховой рынок других страховщиков[5].